# 김홍도 필 병진년 화첩
김홍도 필 병진년 화첩(金弘道 筆 丙辰年 畵帖)은 서울특별시 용산구, 삼성미술관 리움에 있는 조선 후기의 화가 단원 김홍도(1745∼?)가 그린 산수화와 풍속화 등을 모은 화첩이다. 1984년 8월 6일 대한민국의 보물 제782호로 지정되었다.

## 개요
김홍도필 병진년 화첩(金弘道筆 丙辰年 畵帖)은 조선 후기의 화가 단원 김홍도(1745∼?)가 그린 산수화와 풍속화 등을 모은 화첩이다. 김홍도는 산수화와 인물화, 신선화와 풍속화 등에 모두 능하여 풍속화에서는 새로운 경지를 개척하였고, 산수화와 화조화 등에서는 자기만의 뚜렷한 화풍을 이룩했다.
총 20면으로 된 이 화첩에 있는 각 그림의 크기는 가로 36.6cm, 세로 26.7cm 정도이고, 그림은 종이에 먹으로 그린 후 엷게 색칠하였다. 한지에 그린 그림을 두껍고 빳빳한 양지에 붙여 10면을 1첩으로 하여 2첩을 한 갑에 넣어 1면씩 열어 볼 수 있도록 만들었다.
단양 8경의 하나인 사인암을 그린 것으로 추정되는 산수화에도 그의 특색이 잘 나타나는데 바위산의 모습을 근접한 시점에서 화면 가득히 배치하여 그 위용을 잘 나타내고 있으며 농도와 크기를 달리하는 점과 선들을 자유롭게 사용하여 화면에 강약과 변화를 주고 있다.
김홍도가 51세 때인 정조 20년(1796)에 그린 것으로 단원화풍의 연구에 귀중한 자료가 된다.

## 사진첩

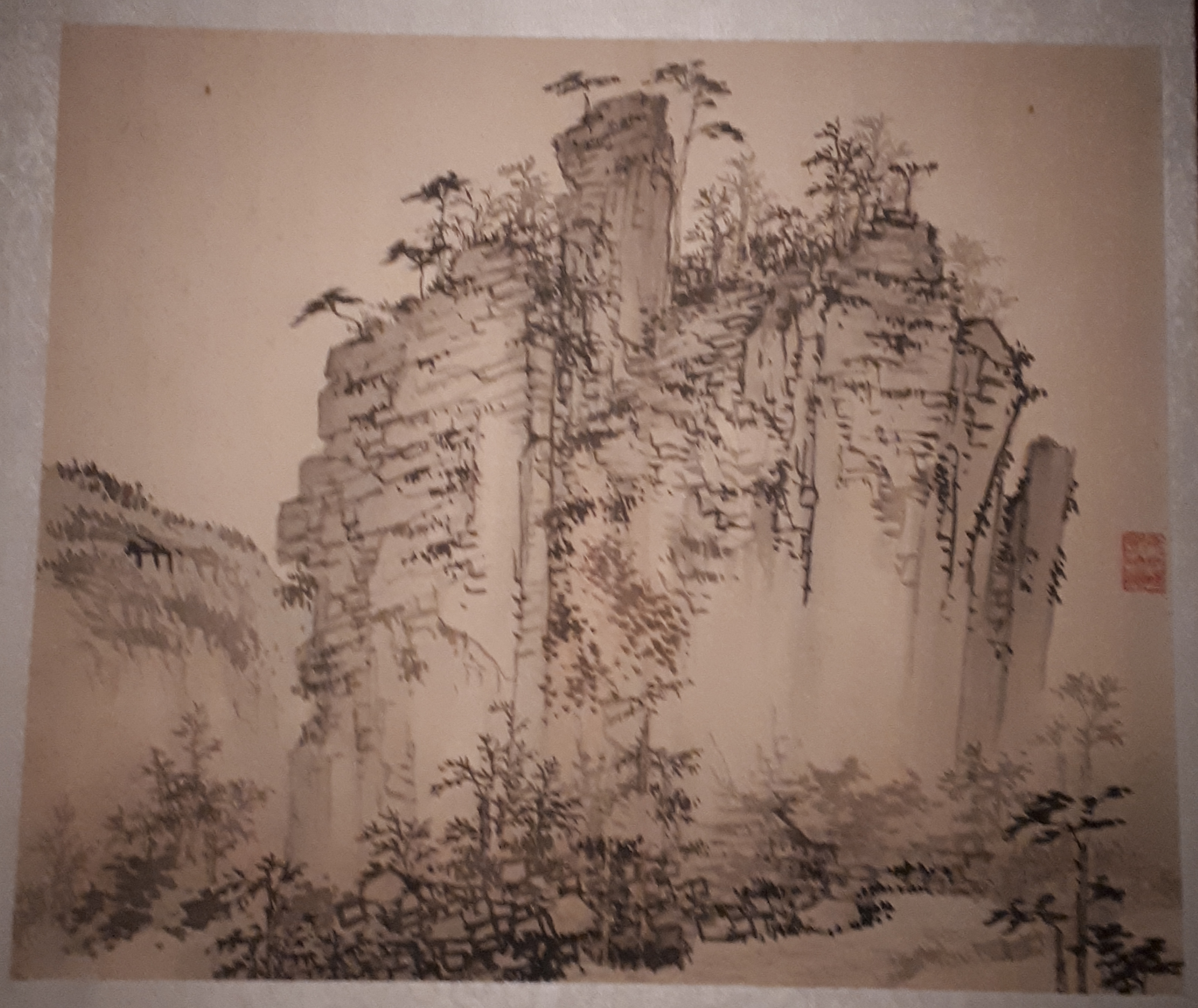
사인암
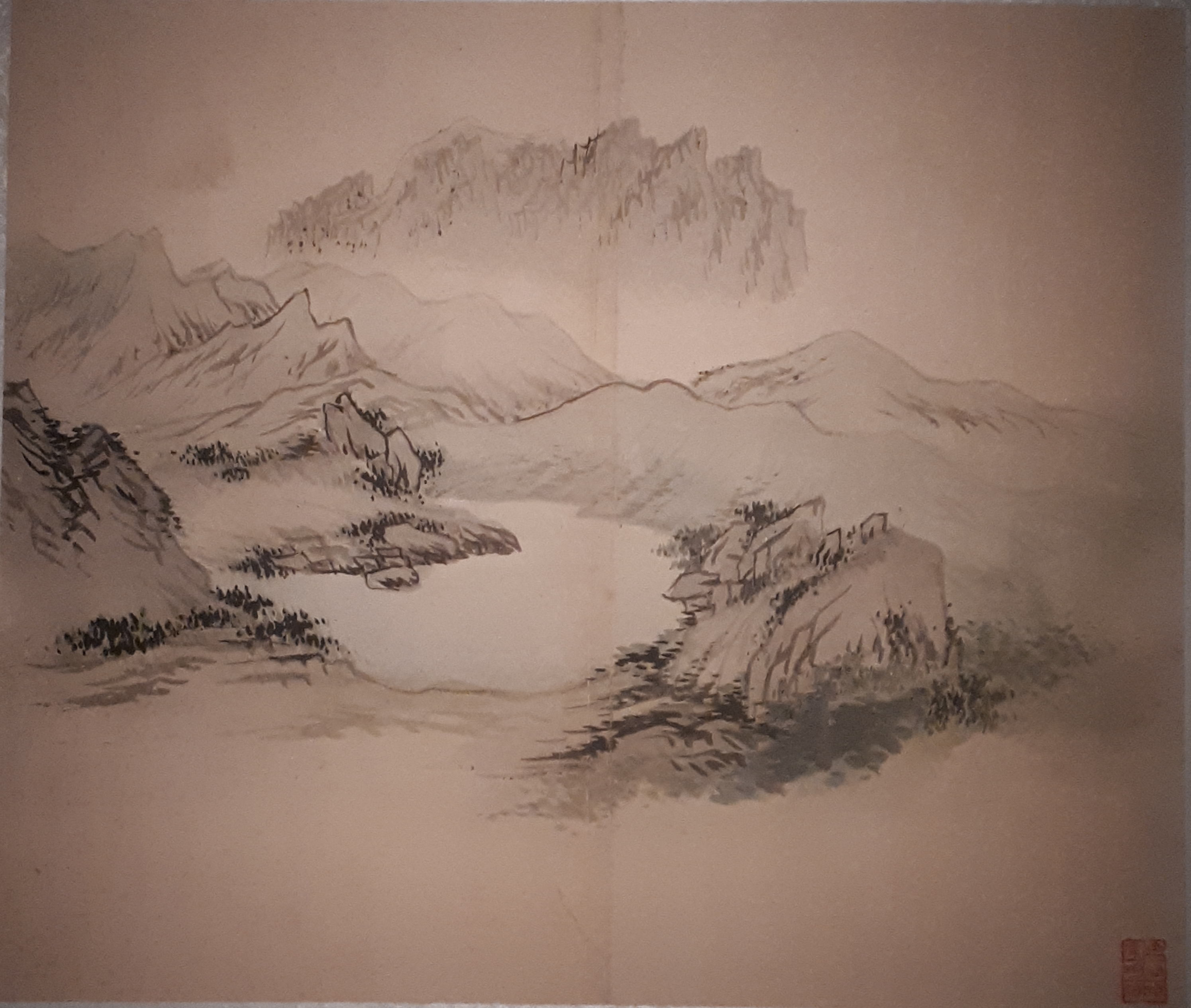
영랑호
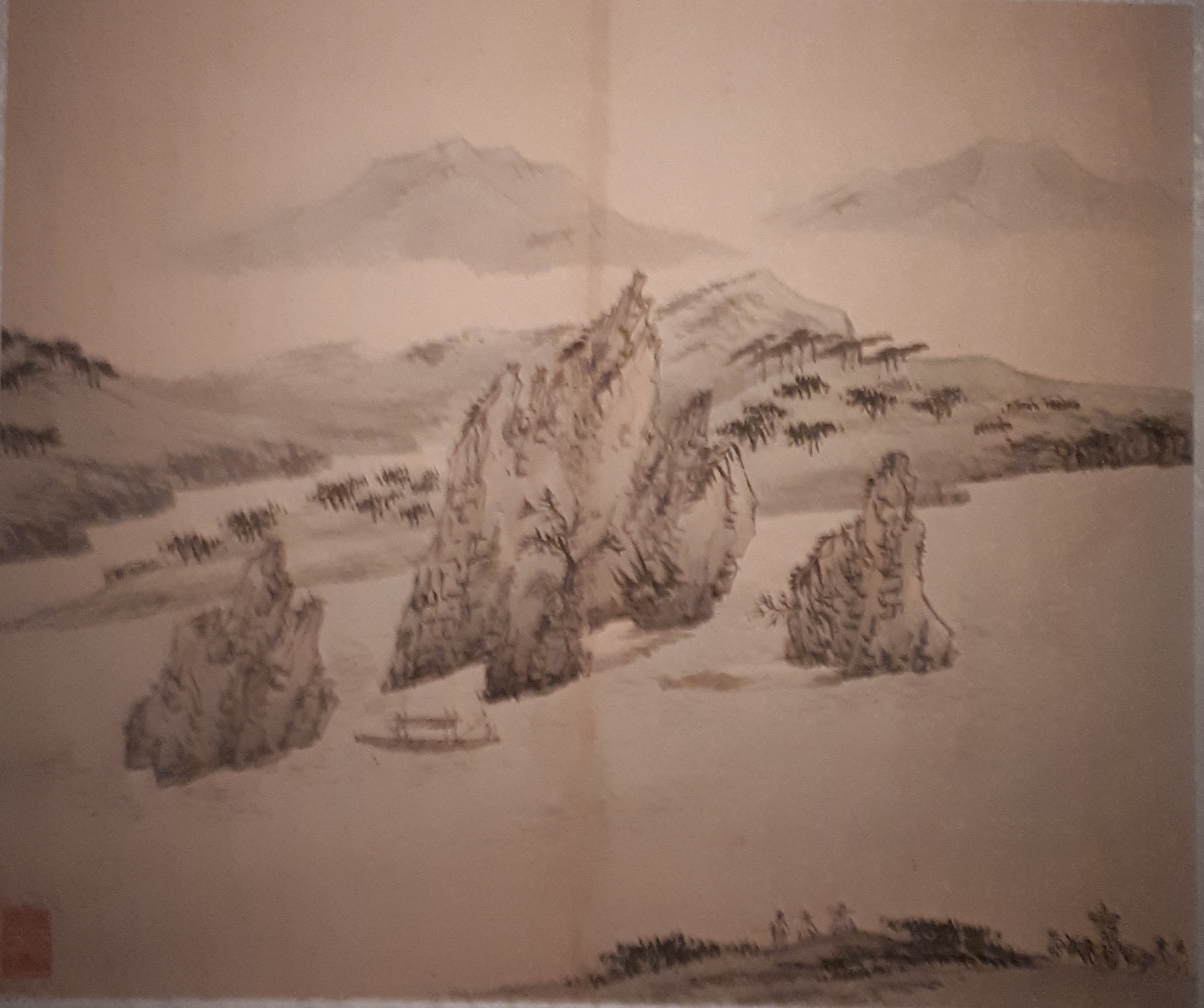
도담삼봉
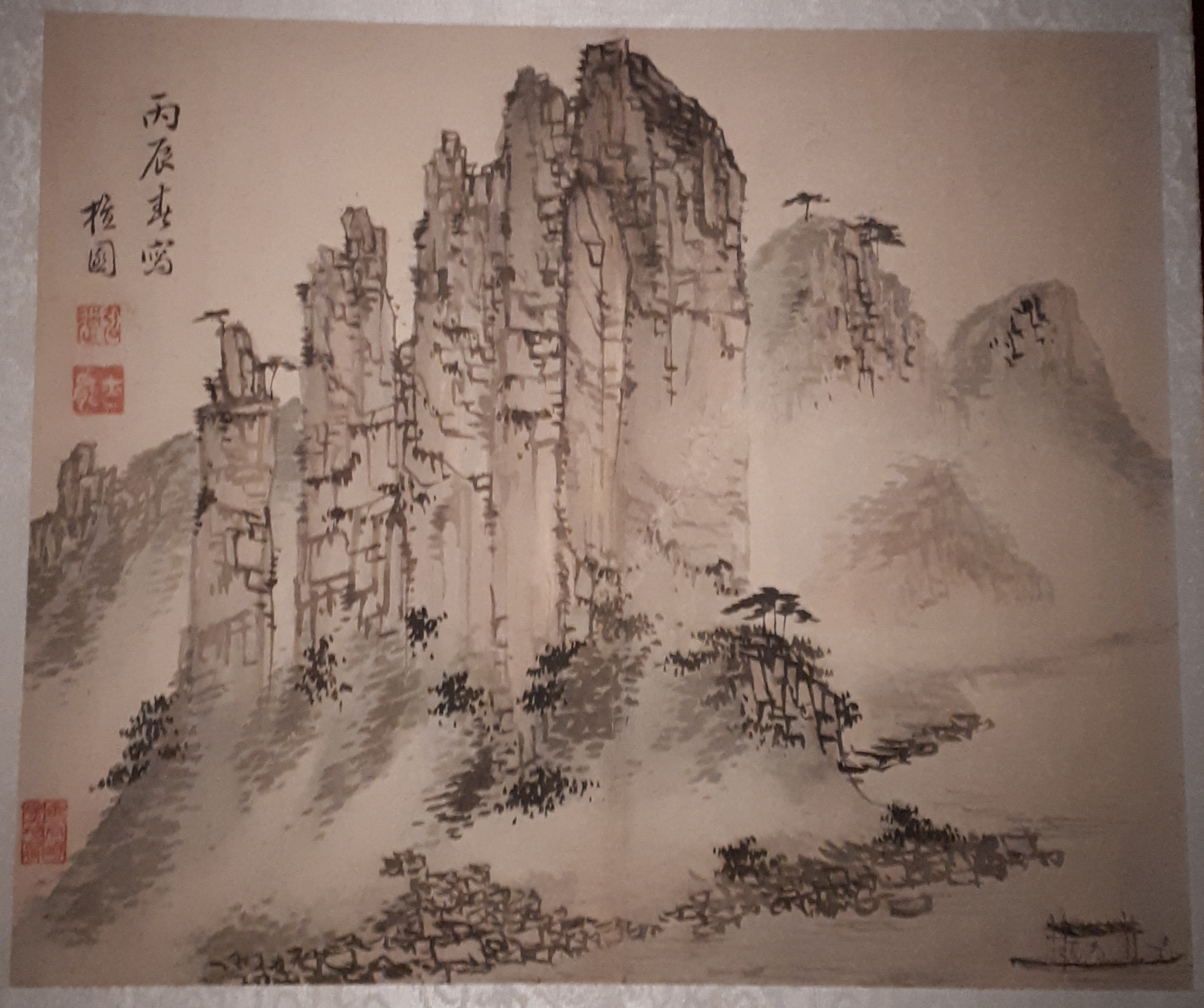
옥순봉

## 같이 보기
- 김홍도

## 참고 자료
- 김홍도 필 병진년 화첩 - 국가유산청 국가유산포털